# Le Pin (Isèra)
Le Pin és un municipi francès situat al departament de la Isèra i a la regió d'Alvèrnia-Roine-Alps. L'any 2013 tenia 1.246 habitants.

## Demografia

### Població
El 2007 la població de fet de Le Pin era de 1.220 persones. Hi havia 450 famílies de les quals 102 eren unipersonals (55 homes vivint sols i 47 dones vivint soles), 142 parelles sense fills, 194 parelles amb fills i 12 famílies monoparentals amb fills.
La població ha evolucionat segons el següent gràfic:
Habitants censats

### Habitatges
El 2007 hi havia 552 habitatges, 461 eren l'habitatge principal de la família, 68 eren segones residències i 23 estaven desocupats. 498 eren cases i 52 eren apartaments. Dels 461 habitatges principals, 352 estaven ocupats pels seus propietaris, 101 estaven llogats i ocupats pels llogaters i 8 estaven cedits a títol gratuït; 2 tenien una cambra, 9 en tenien dues, 42 en tenien tres, 108 en tenien quatre i 301 en tenien cinc o més. 396 habitatges disposaven pel capbaix d'una plaça de pàrquing. A 164 habitatges hi havia un automòbil i a 275 n'hi havia dos o més.

### Piràmide de població
La piràmide de població per edats i sexe el 2009 era:
| Homes | Edats   | Dones |
| ----- | ------- | ----- |
| 0     | 95 o +  | 0     |
| 4     | 90 a 94 | 4     |
| 4     | 85 a 89 | 4     |
| 4     | 80 a 84 | 4     |
| 8     | 75 a 79 | 28    |
| 20    | 70 a 74 | 4     |
| 40    | 65 a 69 | 16    |
| 20    | 60 a 64 | 32    |
| 60    | 55 a 59 | 12    |
| 20    | 50 a 54 | 56    |
| 28    | 45 a 49 | 36    |
| 20    | 40 a 44 | 24    |
| 48    | 35 a 39 | 44    |
| 20    | 30 a 34 | 32    |
| 24    | 25 a 29 | 32    |
| 36    | 20 a 24 | 28    |
| 32    | 15 a 19 | 28    |
| 36    | 10 a 14 | 48    |
| 28    | 5 a 9   | 24    |
| 24    | 0 a 4   | 28    |

## Economia
El 2007 la població en edat de treballar era de 783 persones, 585 eren actives i 198 eren inactives. De les 585 persones actives 544 estaven ocupades (292 homes i 252 dones) i 42 estaven aturades (21 homes i 21 dones). De les 198 persones inactives 63 estaven jubilades, 78 estaven estudiant i 57 estaven classificades com a «altres inactius».

### Ingressos
El 2009 a Le Pin hi havia 465 unitats fiscals que integraven 1.265,5 persones, la mediana anual d'ingressos fiscals per persona era de 20.910 €.

### Activitats econòmiques
Dels 42 establiments que hi havia el 2007, 1 era d'una empresa alimentària, 1 d'una empresa de fabricació de material elèctric, 1 d'una empresa de fabricació d'altres productes industrials, 8 d'empreses de construcció, 6 d'empreses de comerç i reparació d'automòbils, 2 d'empreses de transport, 3 d'empreses d'hostatgeria i restauració, 2 d'empreses financeres, 9 d'empreses de serveis, 4 d'entitats de l'administració pública i 5 d'empreses classificades com a «altres activitats de serveis».
Dels 11 establiments de servei als particulars que hi havia el 2009, 1 era una oficina de correu, 3 paletes, 1 fusteria, 2 lampisteries, 2 perruqueries, 1 veterinari i 1 restaurant.
Dels 4 establiments comercials que hi havia el 2009, 1 era una botiga de menys de 120 m², 1 una fleca, 1 una carnisseria i 1 una botiga de material esportiu.
L'any 2000 a Le Pin hi havia 20 explotacions agrícoles que ocupaven un total de 385 hectàrees.

## Equipaments sanitaris i escolars
El 2009 hi havia una escola elemental.

## Poblacions més properes
El següent diagrama mostra les poblacions més properes.